# Pimenta chili

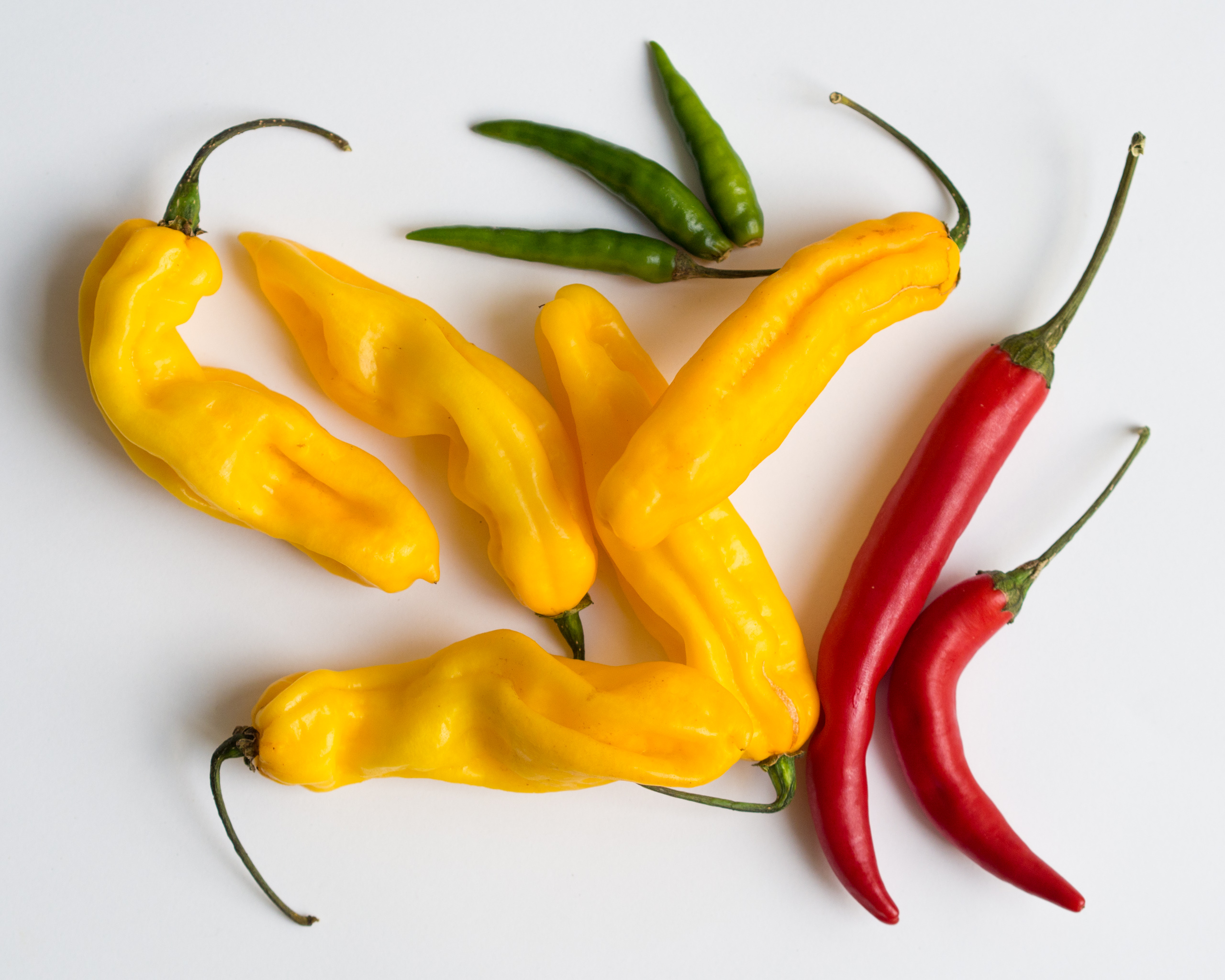
Diferentes tipos de Pimentas Chili.

A "Pimenta Chili" é o nome comum dado à baga obtida a partir de algumas variedades picante do gênero vegetal "Capsicum'" e utilizada como tempero.
Apesar de vir do mesmo gênero da pimenta, a pimenta difere por conter capsaicina, um composto químico presente em diferentes concentrações dependendo da variedade, responsável pelo calor da baga. O calor de uma pimenta é indicado usando a escala de Scoville, que mede a quantidade de capsaicina contida (16 unidades de Scoville equivalem a uma parte de capsaicina por milhão).

## Variedade
- das espécies Capsicum annuum: a pimenta Cayenne, a jalapeño, a serrano, a thai, a pimenta Calabrian, entre elas: Naso di Cane, Pizzitano; Spagnoletta; Guarda em Cielo; Mazzetto.
- da espécie Capsicum chinense: o habanero, o ceifeiro Carolina, o bhut jolokia;
- da espécie Capsicum frutescens: o tabasco e a malagueta.